# Ernö Rapée
Ernö Rapée, o Erno Rapee (Narva, 4 giugno 1891 – New York, 26 giugno 1945), è stato un direttore d'orchestra, pianista e compositore estone naturalizzato statunitense.
È stato uno dei più prolifici direttori d'orchestra sinfonici americani della prima metà del XX secolo. Il suo più famoso incarico fu quello di direttore capo della Radio City Symphony Orchestra, l'orchestra residente della Radio City Music Hall, la cui musica è stata mandata in onda per l'ascolto di milioni di persone.
Pianista virtuoso, Rapée è anche ricordato per le canzoni popolari che scrisse alla fine degli anni '20 come musica di sottofondo per i film muti. Quando non dirigeva orchestre dal vivo, supervisionava i filmati per il sonoro dei film, mettendo insieme una notevole lista di film su cui lavorò come compositore, arrangiatore o direttore musicale.

## Biografia
Rapée nacque a Narva, in Estonia e successivamente si trasferì a Budapest, in Ungheria dove studiò come pianista e successivamente direttore alla Royal National Hungarian Academy of Music. Più tardi fu assistente direttore di Ernst von Schuch a Dresda. In qualità di compositore il suo primo concerto di pianoforte fu suonato dall'Orchestra Filarmonica di Vienna, e dopo un tour in America come direttore d'orchestra ospite, iniziò a suonare al Teatro Rialto di New York come assistente di Hugo Riesenfeld, dove ha iniziato a comporre e dirigere per i film muti.
Dopo gli incarichi nei teatri di Rialto e Rivoli, fu assunto da Samuel "Roxy" Rothafel come direttore musicale dell'orchestra di 77 membri del Capitol Theatre di New York. È stato al Capitol che Rapée fece il suo più famoso arrangiamento classico della Rhapsodia Ungherese di Franz Liszt, n. 13. Mentre era al Capitol, pioniere delle trasmissioni radiofoniche orchestrali sulla stazione WEAF come parte dei programmi Roxy's Gang. Assunse inoltre Eugene Ormandy come primo violino e assistente direttore del Capitol. L'orchestra del Capitol effettuò una serie di registrazioni commerciali sotto la direzione di Rapée nel 1923-24 per la Brunswick-Balke-Collender Company.
Successivamente Rapée si spostò a Filadelfia, dove dirigeva un'orchestra di 68 elementi al Fox Theatre. Percy Grainger è stato uno dei suoi artisti ospiti durante questo incarico. Dopo il suo impegno presso il Fox, Rapée ottenne il successo internazionale a Berlino con un'orchestra di 85 musicisti all'Ufa-Palast am Zoo. Mentre era là fu invitato a dirigere l'Orchestra Filarmonica di Berlino in un concerto. Più tardi apparve come direttore della Budapest Philharmonic ed altre orchestre europee.
Nel 1926 ritornò in America dopo notevoli successi europei. Assunse un contratto presso il Teatro Roxy di New York, aprendo il teatro nel marzo 1927, come direttore musicale della sua Roxy Symphony Orchestra di 110 musicisti. All'epoca era l'orchestra permanente più grande del mondo, 3 musicisti in più della New York Philharmonic. Milioni di ascoltatori hanno ascoltato i suoi concerti sinfonici in onda domenica pomeriggio durante le trasmissioni radiofoniche The Roxy Hour ed egli diresse anche per i Concerti della General Motors.
Infine, nel 1932, Rapée raggiunse l'apice della sua carriera come direttore musicale e capo direttore dell'orchestra sinfonica alla nuova Radio City Music Hall di Roxy Rothafel, una posizione che Rapée ricoprì fino alla morte avvenuta a New York City, per un attacco di cuore il 26 giugno 1945.

## Composizioni
Durante i suoi anni di direzione per i film muti a Broadway, Rapée organizzò e compose una gran parte della sua raccolta. Nel 1923 Robbins-Engel Music iniziò a pubblicare la musica di Rapée e dei suoi collaboratori sotto l'insegna della "Capitol Photoplay Series". In quella loro serie "Gold Seal", pezzi accuratamente selezionati scelti per essere stampati su carta di alta qualità, la sua canzone "When Love Comes Stealing" fu pubblicata lo stesso anno. Cinque anni dopo, diventò il tema del film di Paul Leni, The Man Who Laughs.

## Musica da film
Collaborando con il dottor William Axt, Rapée ha co-scritto una collezione imponente di musica da film muto, che comprendeva una serie di tre Agitatos, Appassionato n. 1, Debutante, Frozen North, Screening Preludes 1 e 2 e Tender Memories. Altri brani scritti da solo comprendono The Clown's Carnival e Pollywog's Frolic.
Nel 1926 Rapée collaborò con il compositore Lew Pollack su "Charmaine" per il film What Price Glory? (1926), "Diane", per la produzione Fox Film Seventh Heaven (1927) e "Marion" per la produzione Fox di 4 Devils (1928). Le canzoni di Rapée e Pollack sono state interpretate da Mantovani, Frank Sinatra, Jim Reeves e numerosi altri artisti, tra cui i successi degli anni '60 del gruppo irlandese M-O-R The Bachelors.

## Pubblicazioni
Rapée ha anche scritto diversi libri di musica che sono stati pubblicati per la prima volta negli anni Venti. I seguenti sono ancora in stampa:
- Rapée, Encyclopedia of Music for Pictures, Ney York, Belwin, 1925, ISBN 0-405-01634-4. Ristampato nel 1970 dall'Arno Press
- Rapée, Motion Picture Moods for Pianists and Organists, New York, G. Schirmer, 1924, ISBN 0-405-01635-2. Ristampato nel 1974 dall'Arno Press

## Filmografia scelta
- Nero (1922)
- The Iron Horse (1924), non accreditato
- A Waltz Dream (1925)
- The Brothers Schellenberg (1926)
- When She Starts, Look Out (1926)
- The Prince and the Dancer (1926)
- The Dance Goes On (1930)
- The Right of Way (1931)
- Conquer by the Clock (1942)